# Tărăn, Smolean
Tărăn (în bulgară Търън) este un sat în comuna Smolean, regiunea Smolean,  Bulgaria. 

## Demografie
Componența etnică a satului Tărăn
     Bulgari (60,52%)
     Nicio identificare (38,77%)
     Altele (1,11%)
La recensământul din 2011, populația satului Tărăn era de 717 locuitori. Din punct de vedere etnic, majoritatea locuitorilor (60,52%) erau bulgari. Pentru 38,77% din locuitori nu este cunoscută apartenența etnică.